# Mirko Roš

Mirko Roš (1935)

Mirko Gottfried Robin Roš (* 20. September 1879 in Zagreb, Österreich-Ungarn, heute Kroatien; † 29. Mai 1962 in Baden AG; heimatberechtigt ab 1912 in Baden) war ein kroatisch-schweizerischer Bauingenieur, Werkstoffwissenschaftler und Hochschullehrer.

## Leben
Mirko Roš, Sohn des Baurats Sebastian und der Antonia, geborene Štrukelj, heiratete 1909 Adèle Theiler. Er verbrachte seine Jugendzeit in Belgrad. Zwischen 1898 und 1899 absolvierte er ein Bauingenieurstudium an der Universität Belgrad und von 1899 bis 1906 an der Technischen Hochschule Hannover.

## Schaffen
Von 1906 bis 1907 war Roš als Brückeningenieur der Gotthardbahn tätig. Ab 1909 war er in der Schweiz wohnhaft. Von 1910 bis 1924 war Roš Chefingenieur und Direktor der Conrad Zschokke AG in Döttingen. Im Jahre 1923 war er Lehrbeauftragter an der ETH Zürich und Professor für Stahlbau an der Technischen Hochschule Zagreb. Ab 1924 war Roš Direktor der Eidgenössischen Materialprüfungsanstalt (EMPA) sowie Professor für Baustoffkunde und Materialprüfung an der ETH Zürich. Zwischen 1937 und 1949 war er Direktionspräsident der EMPA sowie von 1926 bis 1949 Präsident des Schweizerischen Verbands für Materialprüfungen der Technik (SVMT). Des Weiteren war er von 1927 bis 1937 Generalsekretär des Internationalen Verbands für Materialprüfung. Ab 1932 war Roš Schweizer Vertreter im Comité international des poids et mesures. Mirko Roš wurde mit zahlreichen Ehrendoktoraten ausgezeichnet. 
Der Nachlass von Mirko Roš befindet sich im Hochschularchiv der ETH Zürich.